# Ana Matronic
Ana Lynch, znana pod pseudonimem Ana Matronic (ur. 14 sierpnia 1974 w Portland) – wokalistka zespołu Scissor Sisters, do którego dołączyła w roku 2001.